# Hẹn gặp anh ở kiếp thứ 19
Hen gặp anh ở kiếp thứ 19 (tiếng Hàn: 이번 생도 잘 부탁해; Tiếng Anh: See You in My 19th Life) là một bộ phim truyền hình Hàn Quốc năm 2023 với sự tham gia của Shin Hye-sun, Ahn Bo-hyun, Ha Yoon-kyung, và Ahn Dong-goo. Bộ phim được dựa trên bộ webtoon cùng tên của nhà văn Lee Hey xuất bản trên Naver Webtoon. Phim được phát sóng từ ngày 17 tháng 6 đến ngày 23 tháng 7 năm 2023 vào Thứ 7 và Chủ Nhật lúc 21:20 trên tvN

## Tóm tắt
Ban Ji-eum (Shin Hye-sun) là một cô gái đã lặp lại cuộc sống của mình thông qua tái sinh trong gần một nghìn năm và có thể nhớ tất cả tiền kiếp của mình. Sau khi kiếp sống thứ 18 của cô bị cắt ngắn do một tai nạn thương tâm, cô quyết định kết nối lại với người đàn ông từ kiếp trước ở kiếp thứ 19.

## Diễn viên

### Chính
- Shin Hye-sun vai Ban Ji-eum: Một người phụ nữ có khả năng siêu nhiên là nhớ lại tất cả kiếp trước của mình. Cô là thành viên nhóm hoạch định chiến lược của MI Hotel .[8][9]
  - Park So-yi vai Ban Ji-eum khi còn nhỏ[10]
- Ahn Bo-hyun vai Moon Seo-ha: Người thừa kế của một gia đình giàu có bị chấn thương tâm lý sau một vụ tai nạn xe hơi. Anh là giám đốc điều hành nhóm hoạch định chiến lược của MI Hotel.[8][11]
  - Jung Hyeon-jun vai Moon Seo-ha khi còn nhỏ[12]
- Ha Yoon-kyung vai Yoon Cho-won: Em gái của Joo-won, là kiến trúc sư cảnh quan.[2]
  - Ki So-yoo Yoon Cho-won khi còn nhỏ[12]
- Ahn Dong-goo Thư ký và là bạn thân của Seo-ha.[5]

### Phụ

#### Những người xung quanh Ji-eum
- Cha Chung-hwa vai Kim Ae-kyung: chủ nhà hàng Aekyung Kimchi-jjim và là cháu của Ji-eum ở kiếp thứ 17.[13][14]
- Kang Myung-joo vai Jo Yoo-seon: Joo-won và mẹ của Cho-won.[15]
  - Kim Yoo-mi vai Jo Yoo-seon thời trẻ.[16]
- Baek Seung-cheol vai Ban Hak-su: Cha của Ji-eum.[14][17]
- Moon Dong-hyuk vai Ban Dong-woo: Anh trai của Ji-eum.[18]

#### Những người xung quanh Seo-ha
- Lee Bo-young trong vai Lee Sang-ah: Mẹ của Seo-ha, cựu CEO của khách sạn MI.[16]
- Choi Jin-ho vai Moon Jeong-hun: Cha của Seo-ha, chủ tịch Tập đoàn MI.[19][20]
- Lee Hae-young trong vai Lee Sang-hyeok: Chú ngoại của Seo-ha, giám đốc Tập đoàn MI.[19][20]

#### Kiếp trước của Ji-eum
- Kim Si-a trong vai Yoon Joo-won: kiếp thứ 18 của Ji-eum, sinh năm 1986, chị gái của Cho-won.[21][22]
- Lee Jae-kyoon trong vai Kim Jung-ho: Ji-eum kiếp thứ 17, sinh năm 1956, chú của Ae-kyung qua đời vì bệnh lao.[22][23]

#### Tập đoàn MI
- Bae Hae-sun vai Jang Yeon-ok: Giám đốc điều hành của khách sạn MI.[24]
- Bin Chan-wook vai Chan-hyuk: Con trai của Yeon-ok.[25]

### Người khác
- Ryu Hae-joon trong vai Lee Ji-seok: con trai cả của Tập đoàn Daehwan, một tập đoàn hàng đầu.[26]
- Lee Chae-min vai Kang Min-gi: nhân viên bán thời gian tại nhà hàng Aekyung Kimchi-jjim.[27]
- Lee Han-na vai Han-na: Người quen của Min-gi là một vũ công.[28][29]
- Lee Si-woo vai Ha Do-jin: Em trai của Do-yoon.[30]
- Go Ha vai Go Soo-jin: thành viên nhóm hoạch định chiến lược của khách sạn MI.[31]
- Kang Hyeon-oh vai Yang-sik: cấp dưới làm việc dưới quyền chủ tịch một công ty cho vay.[32]

### Khách mời
- Chae Jong-hyeop vai Bok-dong: Ji-eum đời thứ 16, làm nghề kéo xe trong thời kỳ Nhật Bản đô hộ.[33]

## Sản xuất
Có thông tin cho rằng nữ diễn viên Lim Hyun-joo ban đầu đã được xác nhận sẽ đóng vai Yoon Cho-won, nhưng cô đã rút lui khỏi bộ phim do vấn đề về lịch trình.

## Nhạc phim

### 1
| Ra mắt vào 18 tháng 6 năm 2023 | Ra mắt vào 18 tháng 6 năm 2023 | Ra mắt vào 18 tháng 6 năm 2023 | Ra mắt vào 18 tháng 6 năm 2023 | Ra mắt vào 18 tháng 6 năm 2023 | Ra mắt vào 18 tháng 6 năm 2023 |
| STT                            | Nhan đề                        | Phổ lời                        | Phổ nhạc                       | Artist                         | Thời lượng                     |
| ------------------------------ | ------------------------------ | ------------------------------ | ------------------------------ | ------------------------------ | ------------------------------ |
| 1.                             | "Silence" (무음)               | Hen Mind                       | Hen Luca                       | Sunwoo Jung-a                  | 3:28                           |
| 2.                             | "Silence" (무음; Inst.)        |                                | Hen Luca                       |                                | 3:28                           |
| Tổng thời lượng:               | Tổng thời lượng:               | Tổng thời lượng:               | Tổng thời lượng:               | Tổng thời lượng:               | 6:56                           |

### 2
| Ra mắt vào 25 tháng 6 năm 2023 | Ra mắt vào 25 tháng 6 năm 2023 | Ra mắt vào 25 tháng 6 năm 2023 | Ra mắt vào 25 tháng 6 năm 2023                     | Ra mắt vào 25 tháng 6 năm 2023 | Ra mắt vào 25 tháng 6 năm 2023 |
| STT                            | Nhan đề                        | Phổ lời                        | Phổ nhạc                                           | Artist                         | Thời lượng                     |
| ------------------------------ | ------------------------------ | ------------------------------ | -------------------------------------------------- | ------------------------------ | ------------------------------ |
| 1.                             | "Star"                         | AllThou Flora                  | AllThou Flora Kim Su-hyun 153/Joombas Kang Gun-hoo | Colde                          | 3:41                           |
| 2.                             | "Star" (Inst.)                 |                                | AllThou Flora Kim Su-hyun 153/Joombas Kang Gun-hoo |                                | 3:41                           |
| Tổng thời lượng:               | Tổng thời lượng:               | Tổng thời lượng:               | Tổng thời lượng:                                   | Tổng thời lượng:               | 7:22                           |

### 3
| Ra mắt vào 2 tháng 7 năm 2023 | Ra mắt vào 2 tháng 7 năm 2023 | Ra mắt vào 2 tháng 7 năm 2023 | Ra mắt vào 2 tháng 7 năm 2023       | Ra mắt vào 2 tháng 7 năm 2023 | Ra mắt vào 2 tháng 7 năm 2023 |
| STT                           | Nhan đề                       | Phổ lời                       | Phổ nhạc                            | Artist                        | Thời lượng                    |
| ----------------------------- | ----------------------------- | ----------------------------- | ----------------------------------- | ----------------------------- | ----------------------------- |
| 1.                            | "Down (Juicy Juicy)"          | Oneway AllThou Flora RV       | Oneway AllThou Flora RV 153/Joombas | Jo Yu-ri                      | 3:26                          |
| 2.                            | "Down (Juicy Juicy)" (Inst.)  |                               | Oneway AllThou Flora RV 153/Joombas |                               | 3:26                          |
| Tổng thời lượng:              | Tổng thời lượng:              | Tổng thời lượng:              | Tổng thời lượng:                    | Tổng thời lượng:              | 6:52                          |

### 4
| Ra mắt vào 9 tháng 7 năm 2023 | Ra mắt vào 9 tháng 7 năm 2023                                 | Ra mắt vào 9 tháng 7 năm 2023 | Ra mắt vào 9 tháng 7 năm 2023 | Ra mắt vào 9 tháng 7 năm 2023 | Ra mắt vào 9 tháng 7 năm 2023 |
| STT                           | Nhan đề                                                       | Phổ lời                       | Phổ nhạc                      | Artist                        | Thời lượng                    |
| ----------------------------- | ------------------------------------------------------------- | ----------------------------- | ----------------------------- | ----------------------------- | ----------------------------- |
| 1.                            | "I'll Embrace Your Past" (너의 지난날을 내가 안아줄게)        | Dinner Coat                   | Dinner Coat Yoo Jeong-hyun    | Ahn Bo-hyun                   | 3:25                          |
| 2.                            | "I'll Embrace Your Past" (너의 지난날을 내가 안아줄게; Inst.) |                               | Dinner Coat Yoo Jeong-hyun    |                               | 3:25                          |
| Tổng thời lượng:              | Tổng thời lượng:                                              | Tổng thời lượng:              | Tổng thời lượng:              | Tổng thời lượng:              | 6:50                          |

### 5
| Ra mắt vào 15 tháng 7 năm 2023 | Ra mắt vào 15 tháng 7 năm 2023 | Ra mắt vào 15 tháng 7 năm 2023 | Ra mắt vào 15 tháng 7 năm 2023 | Ra mắt vào 15 tháng 7 năm 2023 | Ra mắt vào 15 tháng 7 năm 2023 |
| STT                            | Nhan đề                        | Phổ lời                        | Phổ nhạc                       | Artist                         | Thời lượng                     |
| ------------------------------ | ------------------------------ | ------------------------------ | ------------------------------ | ------------------------------ | ------------------------------ |
| 1.                             | "Secret"                       | Sean Kimm Even                 | Sean Kimm Even Capu            | Yelo                           | 3:07                           |
| 2.                             | "Secret" (Inst.)               |                                | Sean Kimm Even Capu            |                                | 3:07                           |
| Tổng thời lượng:               | Tổng thời lượng:               | Tổng thời lượng:               | Tổng thời lượng:               | Tổng thời lượng:               | 6:14                           |

### 6
| Ra mắt vào 23 tháng 7 năm 2023 | Ra mắt vào 23 tháng 7 năm 2023 | Ra mắt vào 23 tháng 7 năm 2023 | Ra mắt vào 23 tháng 7 năm 2023 | Ra mắt vào 23 tháng 7 năm 2023 | Ra mắt vào 23 tháng 7 năm 2023 |
| STT                            | Nhan đề                        | Phổ lời                        | Phổ nhạc                       | Artist                         | Thời lượng                     |
| ------------------------------ | ------------------------------ | ------------------------------ | ------------------------------ | ------------------------------ | ------------------------------ |
| 1.                             | "Here with me"                 | Aseul                          | Jeong Gu-hyun                  | Doyoung                        | 3:14                           |
| 2.                             | "Here with me" (Inst.)         |                                | Jeong Gu-hyun                  |                                | 3:13                           |
| Tổng thời lượng:               | Tổng thời lượng:               | Tổng thời lượng:               | Tổng thời lượng:               | Tổng thời lượng:               | 6:27                           |

## Người xem
| Mùa | Mùa | Số tập | Số tập | Số tập | Số tập | Số tập | Số tập | Số tập | Số tập | Số tập | Số tập | Số tập | Số tập | Trung bình |
| Mùa | Mùa | 1      | 2      | 3      | 4      | 5      | 6      | 7      | 8      | 9      | 10     | 11     | 12     | Trung bình |
| --- | --- | ------ | ------ | ------ | ------ | ------ | ------ | ------ | ------ | ------ | ------ | ------ | ------ | ---------- |
|     | 1   | 1088   | 1346   | 1094   | 1439   | 1158   | 1394   | 997    | 1111   | 1095   | 1018   | 920    | 1147   | 1151       |

| Tập | Ngày phát sóng      | Tỷ lệ khán giả trung bình | Tỷ lệ khán giả trung bình |
| Tập | Ngày phát sóng      | Toàn quốc                 | Seoul                     |
| --- | ------------------- | ------------------------- | ------------------------- |
| 1 | 17.6.2023           | 4.272% (1st)              | 4.932% (1st)              |
| 2 | 18.6.2023           | 5.488% (1st)              | 6.078% (1st)              |
| 3 | 24.6.2023           | 4.947% (1st)              | 5.392% (1st)              |
| 4 | 25.6.2023           | 5.733% (1st)              | 6.283% (1st)              |
| 5 | 1.7.2022            | 4.454% (1st)              | 4.701% (1st)              |
| 6 | 2.7.2023            | 5.590% (1st)              | 5.988% (1st)              |
| 7 | 8.7.2023            | 4.125% (1st)              | 5.027% (1st)              |
| 8 | 9.7.2023            | 4.481% (1st)              | 4.789% (1st)              |
| 9 | 15.7.2023           | 4.504% (1st)              | 4.790% (1st)              |
| 10 | 16.7.2023           | 4.367% (1st)              | 4.481% (1st)              |
| 11 | 22.7.2023           | 3.501% (1st)              | 4.199% (1st)              |
| 12 | 23.7.2023           | 4.502% (1st)              | 4.973% (1st)              |
| Đánh giá trung bình | Đánh giá trung bình | 4.664%                    | 4.786%                    |
| - Trong bảng trên, các số màu xanh biểu thị xếp hạng thấp nhất và các số màu đỏ biểu thị xếp hạng cao nhất. - Loạt phim này được phát sóng trên kênh truyền hình cáp/truyền hình trả tiền thường có lượng khán giả tương đối nhỏ hơn so với truyền hình miễn phí/các đài truyền hình công cộng (KBS, SBS, MBC và EBS). |                     |                           |                           |